# Asociația Generală a Vânătorilor și Pescarilor Sportivi din România
Asociația Generală a Vânătorilor și Pescarilor Sportivi din România (AGVPSR) este  o persoană juridică de utilitate publică și de drept privat din România.
A fost înființată în anul 1919, sub numele de Uniunea Generală a Vânătorilor din România (UGVR), reorganizată ca Asociația Generală a Vânătorilor din România (AGVR) în anul 1948, și ca Asociația Generală a Vânătorilor și Pescarilor Sportivi din România în anul 1953.
AGVPSR și filialele sale dețin în administrare 12 milioane de hectare, împărțite în 850 de fonduri de vânătoare.